# Святослав Владимирович (князь древлянский)
Святосла́в Влади́мирович (около 980/988 — 1015) — князь древлянский, сын Владимира Святославича.

## Биография
Святослав родился между 980 и 988 годами. Большинство исследователей в списке детей Владимира Святославича помещают Святослава следом за Ярославом. Порядок старшинства сыновей Владимира Святославича остается условным. Но, если Святослав был сыном Малфриды, то он мог родиться в 982 году. Исходя из этого, Н. А. Баумгартен и некоторые другие исследователи считали Святослава старше Ярослава.
Около 990 года Святослав получил Древлянское княжество.
В 1015 году, узнав о гибели Бориса и Глеба, Святослав покинул свою столицу и попытался бежать в Карпаты. Погоня догнала князя на берегу Опир близ нынешнего города Сколе. На берегу реки Стрый в сражении погибли семеро сыновей Святослава, и посёлок на том месте до сих пор называют Семигинов (в память семерых погибших). Легенда рассказывает о жестокой битве между Сколе и Гребеновым. Вся долина вдоль Опоры была покрыта телами погибших. Силы Святополка были большими, и он отдал приказ: «Сколоть их всех». С этим эпизодом легенда связывает название города Сколе. Князь Святослав погиб в этой битве, а его дружинники отказались перейти на службу к Святополку и осели в Бескидах, положив начало Славскому. Дочь (по другой версии — жена) Святослава, Парасковия (Парашка) укрылась на вершине горы и, настигнутая дружинниками Святополка, погибла (по легенде — бросилась с вершины горы). Сейчас гора названа в её честь Парашкой.
В отличие от двух других братьев, убитых Святополком, — Бориса и Глеба, — Святослав не был причислен к лику святых.
Гибель Святослава и борьба за власть между сыновьями Владимира Святославича лишила карпатских хорватов последнего союзника, и долины Боржавы и Латорицы были аннексированы венграми. Наследник венгерского престола, герцог Имре, получил титул dux exercitur regis Русской марки.
Многочисленные топонимы (Сколе, Славск, Святослав (предместья Сколе), Славки (приток Опира), Семигинов, р. Опир (Опор), урочище Святославле, речка Святославчик, Святославова могила) свидетельствуют в пользу легенды о гибели Святослава. Раскопки кургана, названного Святославовою могилой, даже при критическом подходе к их результатам, удостоверили, что это погребение знатного дружинника XI века. Возможно, что это был князь Святослав. Сейчас на его могиле устанавливается памятник работы известного львовского скульптора Т. Бриж.

## Семья
Данные летописей могут быть интерпретированы так, что матерью Святослава была «чехиня». Это может объяснить единственный достоверно известный факт его биографии: в 1015 году, после смерти отца и вокняжения Святополка Окаянного, Святослав бежал от него «в горы Угорские» (Карпаты), то есть в направлении Чехии, но слуги Святополка нагнали его и убили. Татищев называет его мать Малфридой.
Никоновская летопись сообщает, что в 1002 году у Святослава родился сын Ян (то есть Иоанн). О нём нет больше никаких сведений, равно как нет и уверенности в достоверности этого известия.
Бегство Святослава через Карпаты, а также имя его сына Ян позволяют предположить, что его жена могла быть дочерью последнего боржавского князя, который с помощью такого союза надеялся отстоять независимость своего княжества.
Существует версия, что жена Святослава была венгерской принцессой. В. П. Шушарин и И. Шекера считают, что Святослав Владимирович состоял в браке с дочерью венгерского короля Стефана І, к которому и бежал в 1015 году. В венгерских источниках подтверждений этой версии нет.

## Комментарии
1. ↑  В. Пашуто пытался доказать, что Русская марка — это поселения королевской гвардии возле венгерской столицы. Речь идёт о поселении Оросвар (позднее Оросфольво, ныне Ороси) возле Вышеграда, где жили гвардейцы-русы, которые несли охрану королевского дворца, и их потомки. Эта гвардия могла появиться из времён Святослава Игоревича, который был союзником венгров, подобно тому, как русский корпус появился в Византии.
Но одного поселения гвардейцев было мало для организации Русской марки и пышной титулатуры наследника трона. Русской маркой могли быть лишь недавно завоёванные княжества карпатских хорватов. Ужанско-Земплинское княжество Лаборца было разгромлено ещё Арпадом на рубеже IX—X веков. В начале XI века сохраняло своё существование только Боржавское княжество, о чём свидетельствует система закромов на венгерских границах. Именно аннексия Боржавского княжества и могла привести к организации на землях Закарпатья, Пряшивщины и Ниршаги отдельной Русской марки, которая была передана герцогу Имре.